# Essen-Heidhausen
Heidhausen is een relatief rijk stadsdeel van de stad Essen in Noordrijn-Westfalen in Duitsland.
Heidhausen ligt aan de Uerdinger Linie, in het Nederfrankische gebied van het Bergisch (deze taal zou er al als overgangsdialect te beschouwen worden en sta tussen het Limburgs, Kleverlands en het Westfaals). Heidhausen grenst aan de stad Velbert.

## Ziekenhuizen
- Suchtklinik Kamillushaus (zorgverslaving)
- Ruhrlandklinik
- Klinik für Psychiatrie (psychiatrisch ziekenhuis)

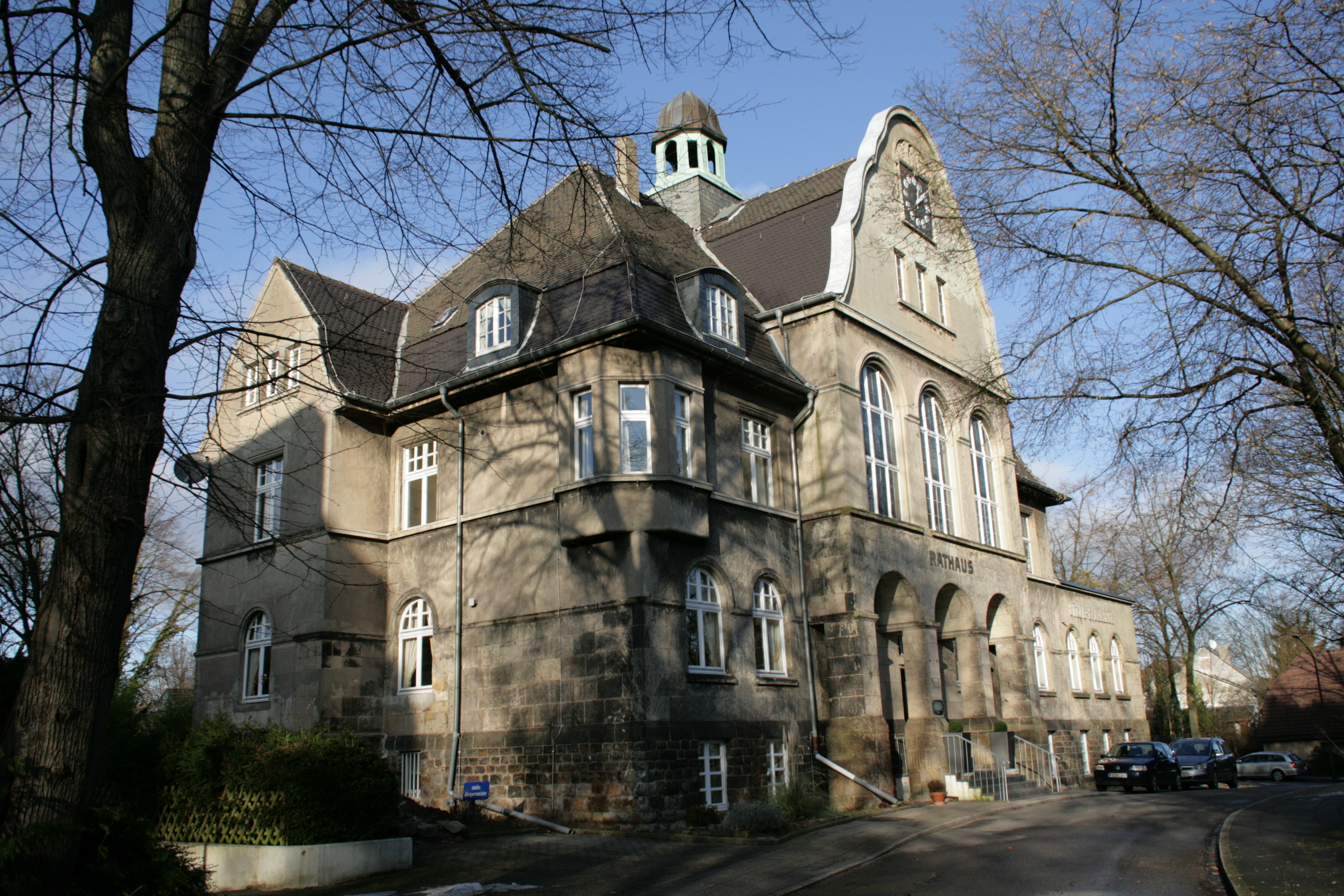
Raadhuis